# 巨大蟻の帝国
『巨大蟻の帝国』（きょだいありのていこく、原題：Empire of the Ants）は、1977年制作のアメリカ合衆国のSFホラー映画。
H・G・ウェルズ原作の同名短編SF小説の映画化。バート・I・ゴードン監督（製作、脚本、特殊効果も兼任）。

## あらすじ
フロリダ州で不動産会社を経営するマリリンは、フロリダ南端の三方を川に囲まれた“ドリーム・ランド”と呼ばれる地域の土地を別荘地として売りに出し、それに興味を示した3組の夫婦と3人の若い男女、愛人のチャーリーと船長のダンと共に現地視察に向かう。しかしほどなくして、1組の中年夫婦の姿が突然消え、その後無惨なバラバラ死体となって発見される。
やがて彼らの前に巨大な蟻の群れが現れる。彼らは慌てて逃げるが、巨大な蟻の群れは行く先々に現れ、次々に犠牲者が出る。実は“ドリーム・ランド”の一帯は軍の核廃棄物が入ったドラム缶の捨て場になっており、海岸に打ち上げられた1つのドラム缶が朽ちて流れ出した核廃棄物に群がった蟻が巨大化していたのだった。
かろうじて逃げ延びたマリリンとダンたちは上流にある町にたどり着き、保安官に巨大蟻の駆除を訴えるが、保安官を始め町の住人たちの様子がどこかおかしい。不審を抱き町から出ようとするマリリンたちであったが、保安官に捕えられ、町はずれにある巨大な製糖工場へと連れて行かれる。そこで彼らは恐るべき光景を目の当たりにする。工場の中には一匹の巨大な女王蟻がおり、その女王蟻が発するフェロモンによって町の住人たちは支配されていたのだった。
マリリンたちは女王蟻の前に引きずり出され、フェロモンを嗅がされそうになるが、その時ダンが隠し持っていた発炎筒の炎で女王蟻を攻撃する。すると、パニックに陥った女王蟻の命令で巨大蟻たちが工場へと集結、たちまち工場は阿鼻叫喚の地獄絵図と化す。
混乱に乗じて脱出したマリリンたちは工場の周囲にガソリンを撒き、オイルを満載したトラックを工場に向かって突っ込ませる。巨大蟻たちは工場と共に炎に包まれるのだった。

## キャスト
| 役名                       | 俳優                         | 日本語吹替                    | 日本語吹替                          |
| 役名                       | 俳優                         | 日本テレビ版                  | ソフト版                            |
| -------------------------- | ---------------------------- | ----------------------------- | ----------------------------------- |
| マリリン・フライザー       | ジョーン・コリンズ           | 此島愛子                      | 大垣理香                            |
| ダン・ストークリー         | ロバート・ランシング         | 小林清志                      | 野村達也                            |
| チャーリー・パーソン       | エドワード・パワー           | 仁内建之                      | 児玉進吾                            |
| ジョー・モリソン           | ジョン・デヴィッド・カーソン | 池田秀一                      | 甲斐大海                            |
| アート・キンケイド保安官   | アルバート・サルミ           | 山内雅人                      | 加藤優季                            |
| マーガレット・エリス       | ジャクリーン・スコット       | 浅井淑子                      | 大仲マリ                            |
| コリーン・ブラッドフォード | パメラ・シュープ             | 榊原良子                      | 河原田仁美                          |
| ラリー・グレアム           | ロバート・パイン             | 嶋俊介                        | 新藤涼平                            |
| クリスティーン・グレアム   | ブルック・パランス           |                               | 木村ゆめこ                          |
| ハリー・トンプソン         | ハリー・ホルカム             | 大久保正信                    | かとうかおる                        |
| ヴェルマ・トンプソン       | アイリーン・テッドロー       | 高村章子                      | 田中美登里                          |
| その他                     | -                            | 藤本譲 峰恵研 秋元羊介 城山堅 | 出月勝彦 兵藤恵子 瀬尾絢人 丸山美穂 |
|                            |                              |                               |                                     |
| 演出                       |                              | 鳥海俊材                      | 岡崎喜之                            |
| 翻訳                       |                              | 入江敦子                      |                                     |
| 制作                       |                              | テレキャスジャパン            | テレトップスタジオ                  |

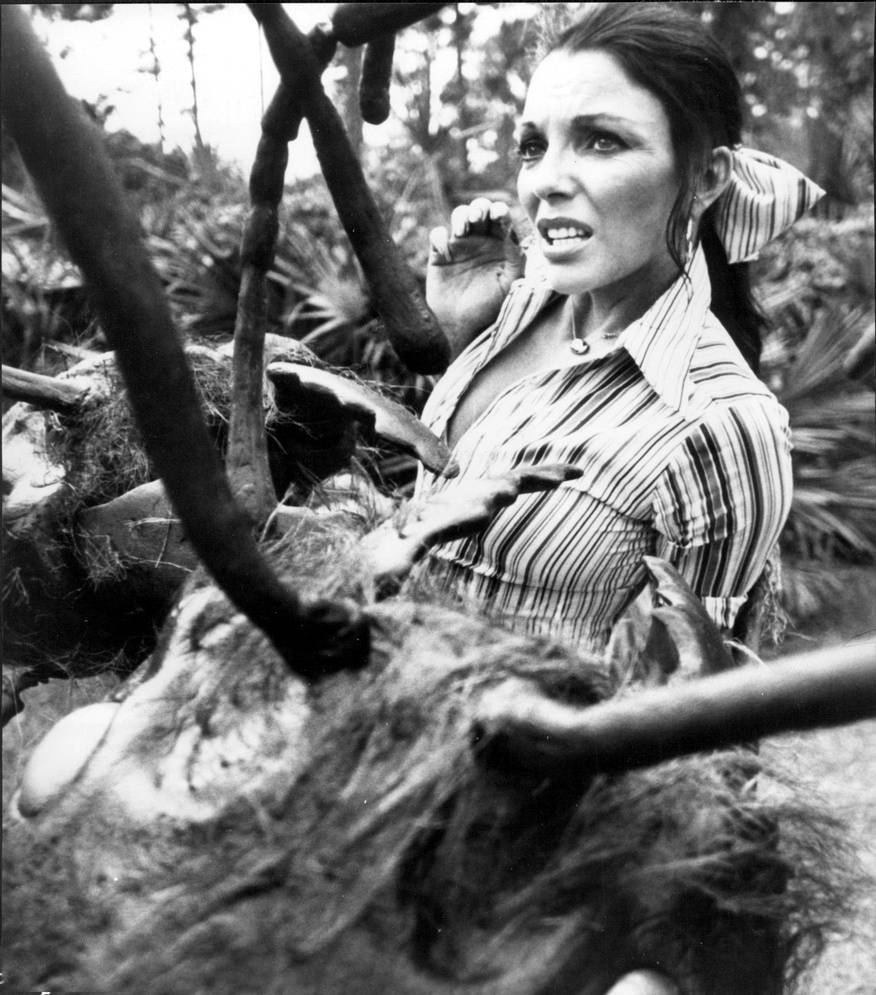
主演のジョーン・コリンズ

- 日本テレビ版：初回放送1983年3月16日『水曜ロードショー』